# Igienizzante per mani

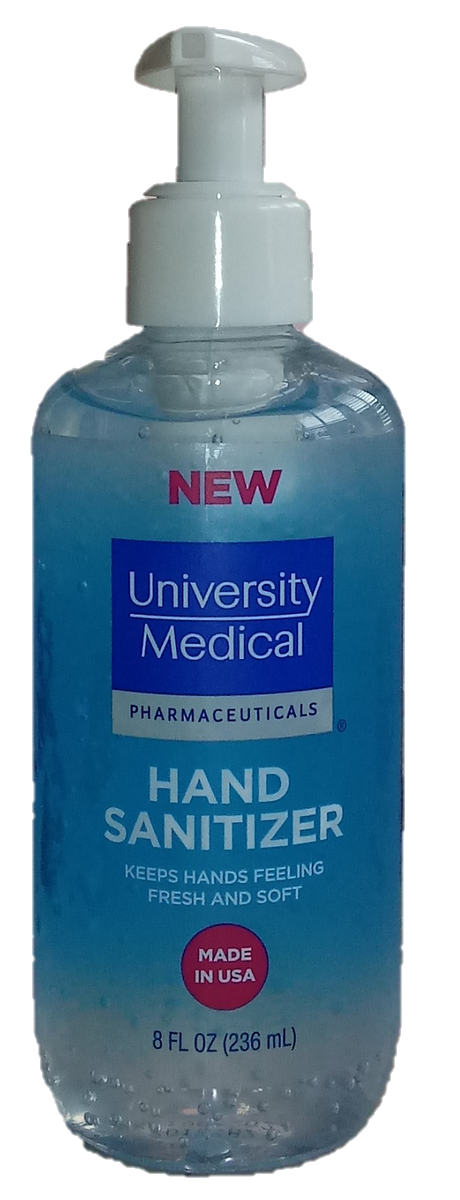
Un tipico dispenser di gel igienizzante per le mani.

Un igienizzante per le mani (a volte definito disinfettante) è un liquido, gel o schiuma utilizzato per ridurre gli agenti infettivi sulle mani.
Esistono differenti formulazioni, che possono essere a base di alcol o senza alcol. La versione a base di alcol è inclusa nell'elenco dei farmaci essenziali dell'Organizzazione mondiale della sanità (OMS), ovvero l'elenco dei farmaci ritenuti dall'OMS più sicuri ed efficaci in un sistema sanitario.
Rispetto al lavaggio delle mani con acqua e sapone, l'uso dell’igienizzante ha diversi vantaggi e svantaggi, associati sia alla diversa metodologia di igienizzazione, sia alla differente composizione chimica dei prodotti: ciascun metodo si presta quindi a utilizzi differenti.

## Storia
L'alcol è stato usato come antisettico almeno dal 1363 con prove a sostegno del suo utilizzo che sono diventate disponibili alla fine del 1800. Le prime misure di disinfezione delle mani in campo medico furono consigliate dall'ostetrico viennese Ignace Philippe Semmelweis nel 1847, con l'uso di una soluzione di ipoclorito di calcio.
Negli anni '60, un giovane tirocinante al reparto di cardiologia dell'ospedale di Amburgo, Peter Kalmár, scoprì che la soluzione di formaldeide in cui i tirocinanti si immergevano le mani tra due visite di pazienti conteneva batteri. Il lavaggio delle mani con alcol da parte dei chirurghi non manteneva quindi la sterilità durante le operazioni e molti pazienti morivano di infezioni postoperatorie. Essendo entrato in contatto con Rolf Steinhagen, un chimico dell'azienda Dr. Bode & Co specializzato in prodotti disinfettanti, cercò di creare un prodotto che potesse essere applicato direttamente sulle mani con un dispenser, con azione disinfettante rapida in pochi minuti e senza danneggiare la pelle delle mani. Dopo una serie di test e un'autorizzazione all'immissione in commercio, nel giugno 1965, la prima soluzione idroalcolica fu commercializzata ad Amburgo con il nome "Sterillium". Questo prodotto è ancora attualmente nell'elenco dei disinfettanti approvati dall'istituto Robert-Koch.
Walter Koller e Manfred Rotter pubblicarono negli anni '70 uno studio sull'efficacia antimicrobica delle soluzioni idroalcoliche. Nel 1975 William Griffiths, all'ospedale di Friburgo in Svizzera, formulò una soluzione idroalcolica a base di isopropanolo e clorexidina. Nel 1979 questa formula fu introdotta negli ospedali universitari di Ginevra. Nel 1995 Didier Pittet rese pubblica la sua formulazione, in particolare presso l'OMS, impedendone la brevettazione. Ciò lo rese "il medico più costoso al mondo, per mancanza di guadagni", stimati ironicamente dal suo datore di lavoro in circa "1,7 miliardi di franchi [svizzeri], questa è la somma che avrebbe ricevuto se avesse aveva ricevuto 0,1 centesimi per bottiglia venduta ogni anno”.
Il disinfettante per le mani a base di alcol è stato comunemente usato in Europa almeno dagli anni '80.

## Composizione

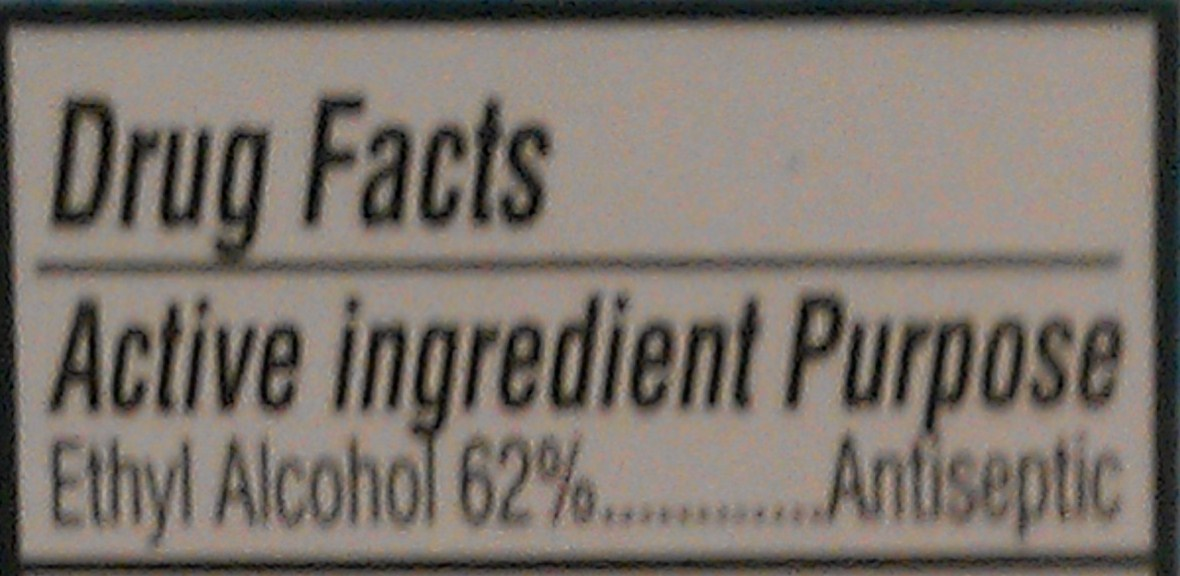
Indicazione della concentrazione di alcol sull'etichetta di un disinfettante per mani

Le versioni a base di alcol in genere contengono una combinazione di alcol isopropilico, etanolo (alcol etilico) o n- propanolo. La maggior parte dei prodotti contiene tra il 60% e l'80% di alcol. Le versioni contenenti dal 60% al 95% di alcol in volume sono indicate come le più efficaci dal punto di vista antisettico, ma bisogna fare attenzione alla loro modalità di conservazione in quanto risultano essere infiammabili.
Oltre all'alcol (etanolo, isopropanolo o n-propanolo), i disinfettanti per le mani possono contenere anche i seguenti ingredienti:
- antisettici aggiuntivi come clorexidina e derivati dell'ammonio quaternario;
- sporicidi come i perossidi di idrogeno che eliminano le spore batteriche che possono essere presenti negli ingredienti;
- emollienti e agenti gelificanti (come il glicerolo) per ridurre la secchezza e l'irritazione della pelle:
- una piccola quantità di acqua sterile o distillata;
- a volte agenti schiumogeni, coloranti o profumi, che generalmente sono sconsigliati a causa del rischio di reazioni allergiche.[15]

Le versioni senza alcool contengono tipicamente, iodio povidone, cloruro di benzalconio o triclosan, e sono ritenute meno efficaci di quelli a base di alcol.
L'Organizzazione Mondiale della Sanità (OMS) e il CDC raccomandano antisettici "persistenti" per i disinfettanti per le mani. L'attività persistente è definita come l'attività antimicrobica prolungata o estesa che impedisce o inibisce la proliferazione o la sopravvivenza dei microrganismi dopo l'applicazione del prodotto. Questa attività può essere dimostrata campionando un sito diversi minuti o ore dopo l'applicazione e dimostrando l'efficacia antimicrobica batterica rispetto a un livello di base. Questa proprietà è stata anche definita "attività residua". Sia gli ingredienti attivi sostanziali che quelli non sostanziali possono mostrare un effetto persistente se riducono sostanzialmente il numero di batteri durante il periodo di lavaggio.
Studi di laboratorio hanno dimostrato che il benzalconio cloruro persistente può essere associato alla resistenza agli antibiotici nell'MRSA. La tolleranza ai disinfettanti alcolici può svilupparsi nei batteri fecali. Laddove i disinfettanti alcolici utilizzano il 62% o più di alcol in peso, solo dallo 0,1 allo 0,13% in peso di benzalconio cloruro fornisce un'efficacia antimicrobica equivalente.
Gli stessi ingredienti utilizzati nei gel da banco sono utilizzati anche in quelli ospedalieri: alcoli come l'etanolo e l'isopropanolo, a volte combinati con cationi di ammonio quaternario (quat) come il benzalconio cloruro. I quat vengono aggiunti a livelli fino a 200 parti per milione per aumentare l'efficacia antimicrobica. Sebbene l'allergia ai disinfettanti a base di alcol sia rara, profumi, conservanti e quat possono causare allergie da contatto. Questi altri ingredienti non evaporano come l'alcol e si accumulano lasciando un residuo "appiccicoso" fino a quando non vengono rimossi con acqua e sapone.

### Formulazioni dell'OMS
L'Organizzazione Mondiale della Sanità ha pubblicato una guida alla produzione di grandi quantità di disinfettante per le mani a partire da sostanze chimiche disponibili nei paesi in via di sviluppo, dove il disinfettante per le mani potrebbe non essere disponibile in commercio:
| FORMULAZIONE 1      | 10-L prep.          | Ingrediente attivo (v/v) | FORMULAZIONE 2            | 10-L prep.          | Ingrediente attivo (v/v) |
| ------------------- | ------------------- | ------------------------ | ------------------------- | ------------------- | ------------------------ |
| Etanolo 96%         | 8333 mL             | 80%                      | Alcool isopropilico 99,8% | 7515 mL             | 75.15%                   |
| Glicerolo 98%       | 145 mL              | 1,45%                    | Glicerolo 98%             | 145 mL              | 1,45%                    |
| Acqua ossigenata 3% | 417 mL              | 0,125%                   | Acqua ossigenata 3%       | 417 mL              | 0,125%                   |
| Acqua distillata    | aggiunto a 10000 mL | 18,425%                  | Acqua distillata          | aggiunto a 10000 mL | 23,425%                  |

### Normativa
Tutti gli igienizzanti per le mani ospedalieri devono essere conformi a determinate normative come la EN 12054 per il trattamento igienico e la disinfezione chirurgica mediante sfregamento delle mani.
Negli Stati Uniti, la Food and Drug Administration (FDA) controlla saponi e disinfettanti antimicrobici in qualità di farmaci da banco (OTC) perché sono destinati all'uso topico antimicrobico per prevenire le malattie negli esseri umani.

## Modalità di utilizzo

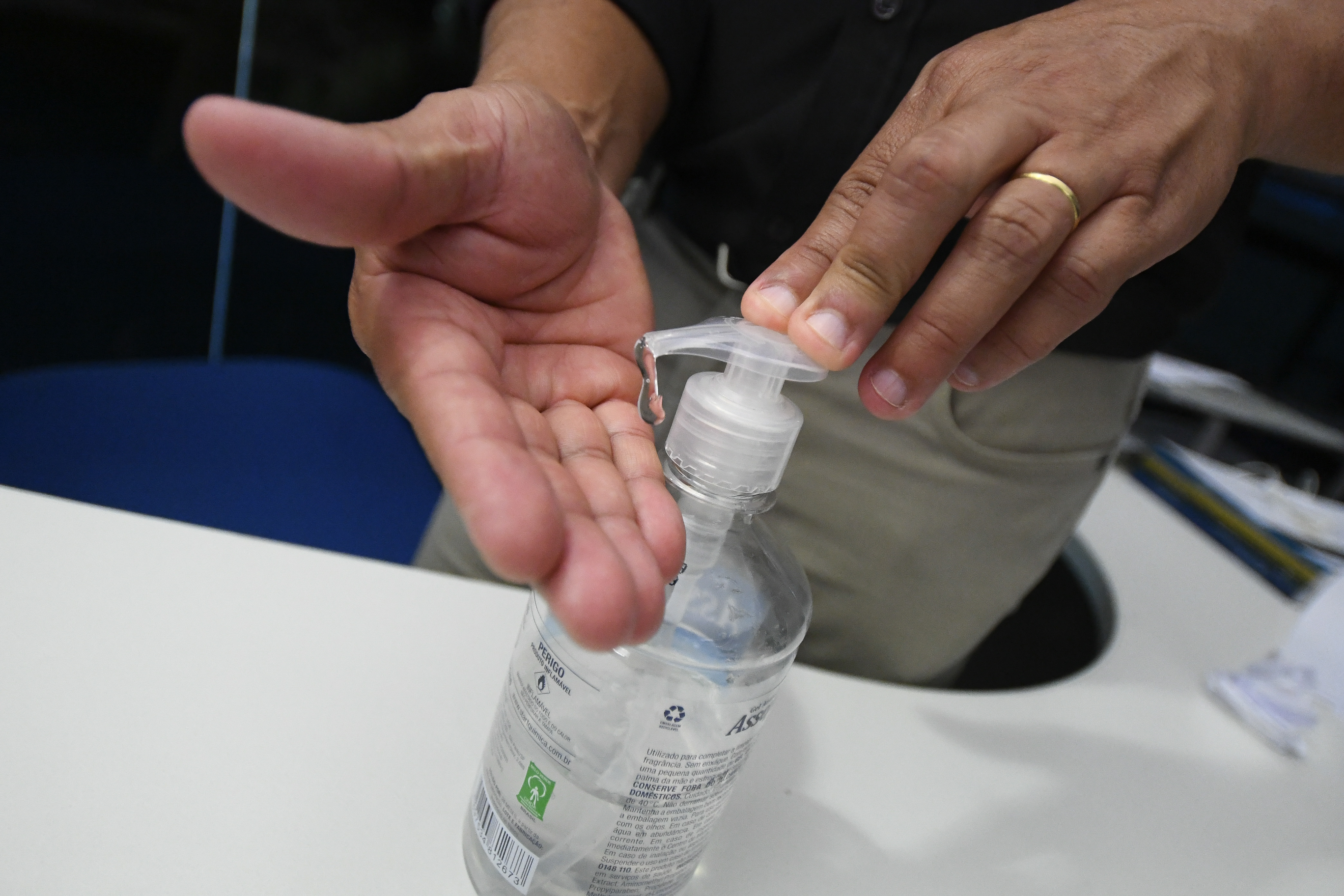
Utilizzo di un disinfettante gel per mani

Secondo le indicazioni del Centers for Disease Control and Prevention (CDC), quando si utilizza un disinfettante per le mani a base di alcol:
1. applicare il prodotto sul palmo della mano;
2. strofinare le mani insieme;
3. strofinare il prodotto su tutte le superfici delle mani e delle dita fino a quando le mani sono asciutte;[24]
4. non avvicinarsi a fiamme o fornelli a gas o a qualsiasi oggetto in fiamme durante l'applicazione del disinfettante per le mani.

## Sistemi di dosaggio
I disinfettanti per mani sono generalmente commercializzati in forma di flacone con apposito dosatore. A questo si aggiunge talvolta un sistema di dosaggio aggiuntivo.
I sistemi di dosaggio del disinfettante per le mani per gli ospedali sono progettati per fornire una quantità misurata di prodotto per il personale. Sono pompe dosatrici avvitate su una bottiglia o sono erogatori appositamente progettati con bottiglie di ricarica. Gli erogatori per la disinfezione chirurgica delle mani sono generalmente dotati di meccanismo controllato a gomito o sensori a infrarossi per evitare qualsiasi contatto con la pompa.

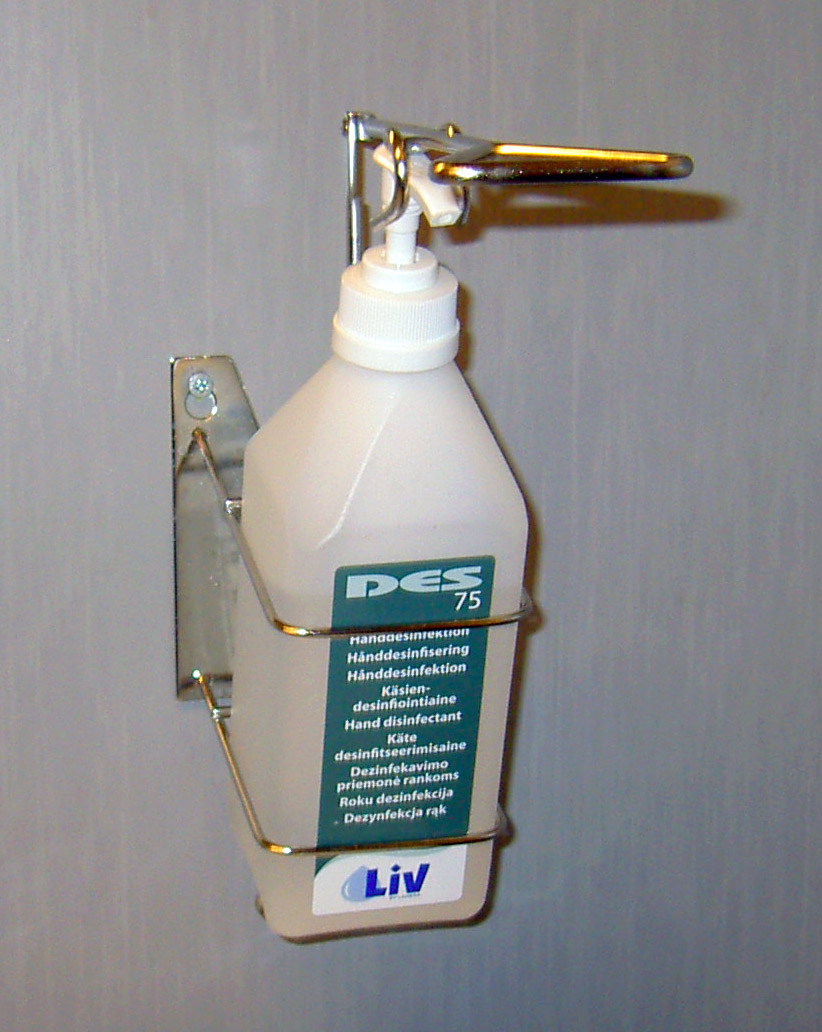
Alcol per mani con apposito sistema di in un ospedale
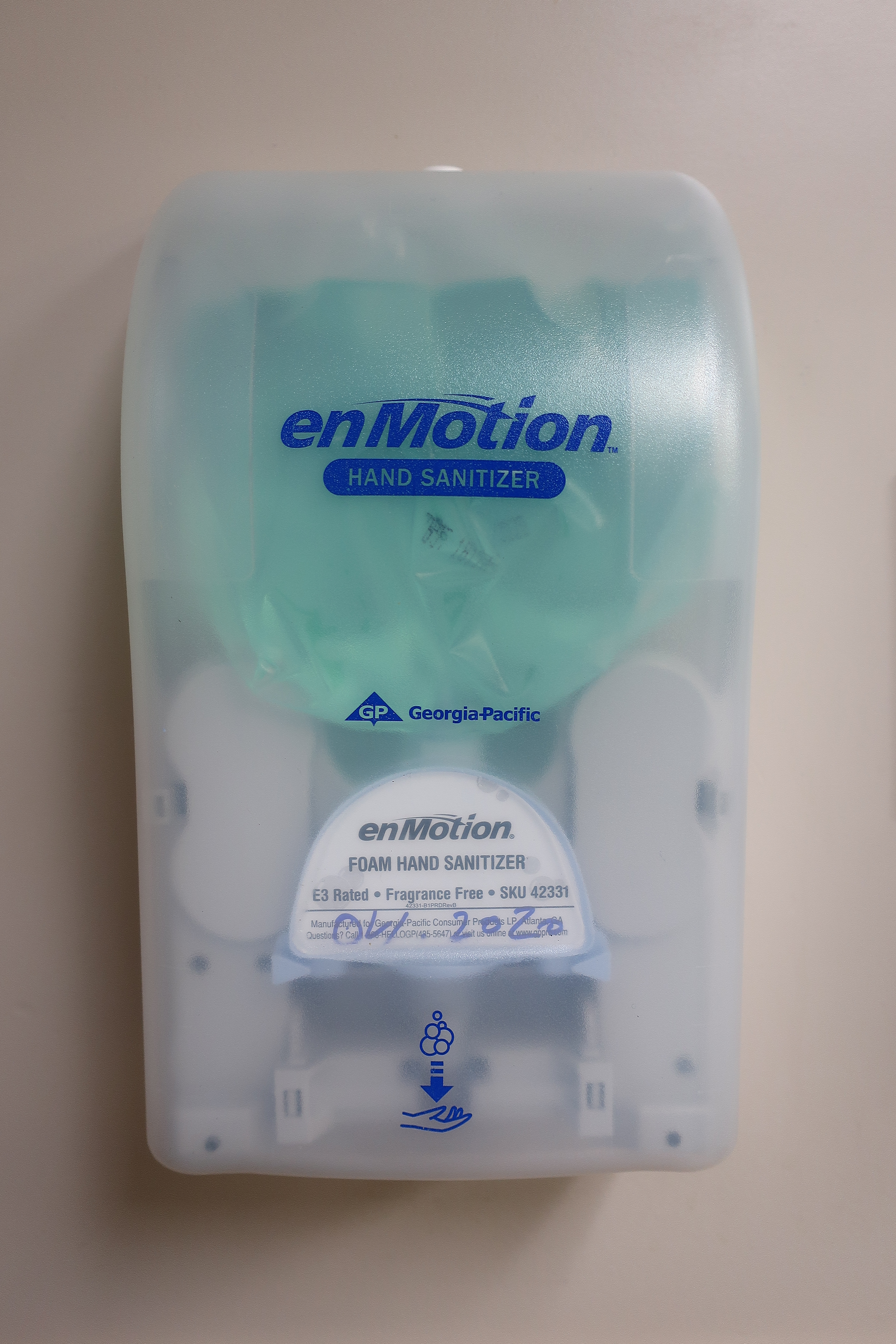
Un distributore automatico di disinfettante per le mani
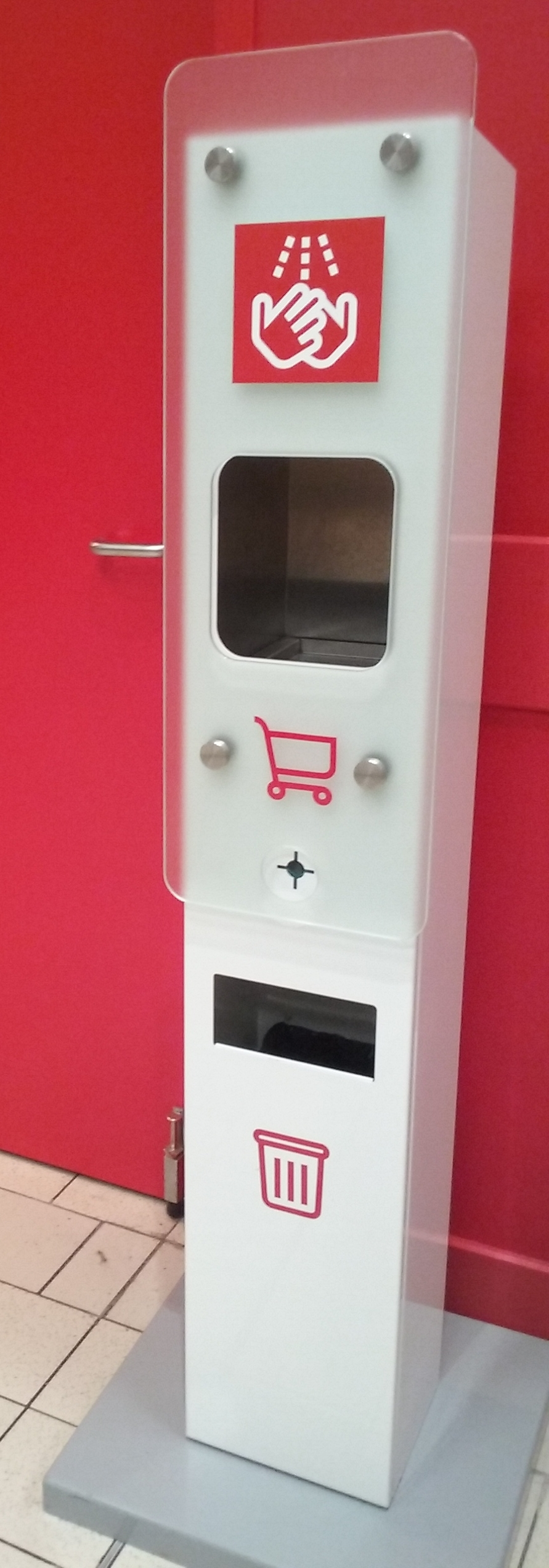
Distributore automatico di igienizzante per mani
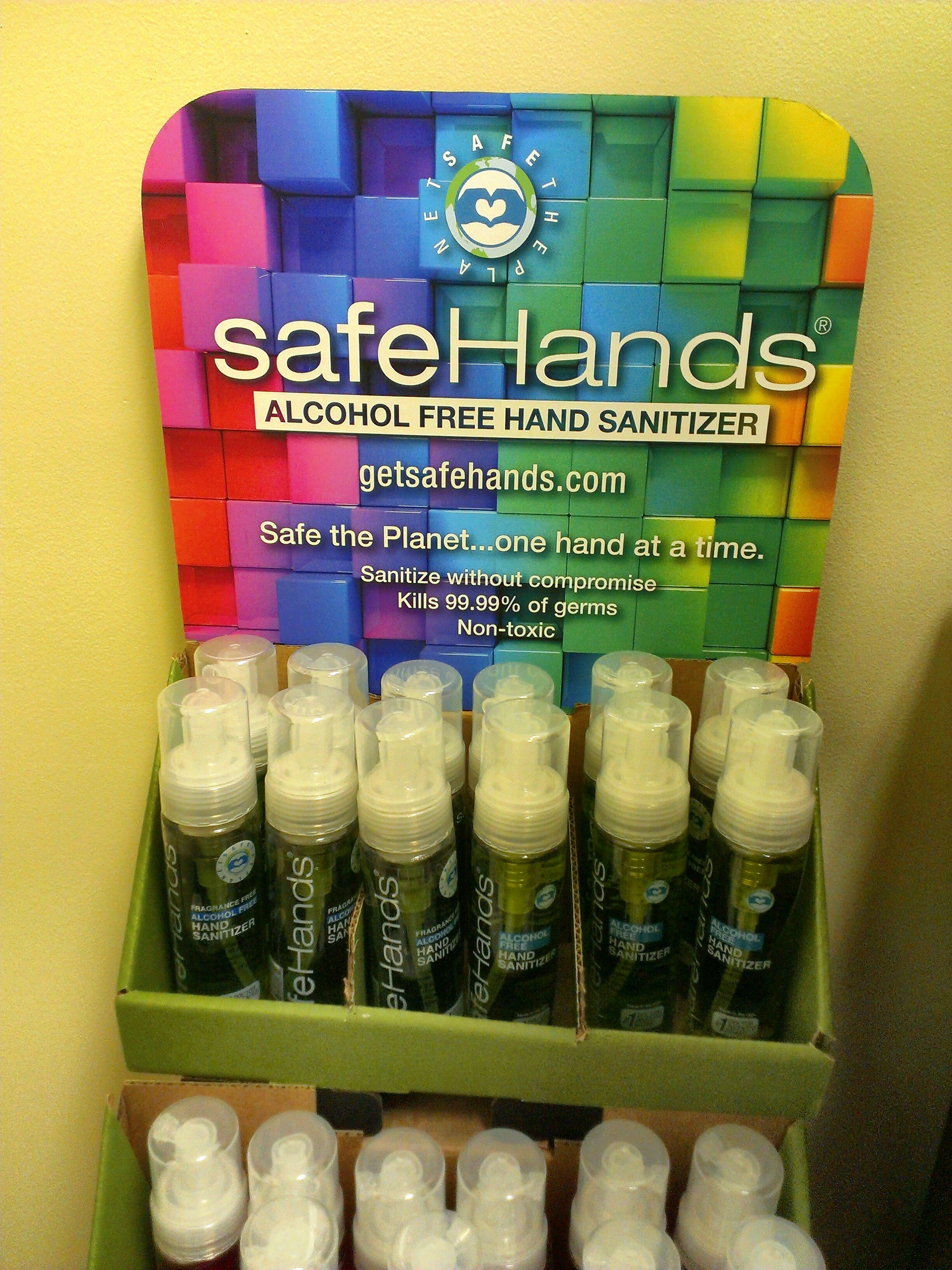
Igienizzante per mani senza alcool
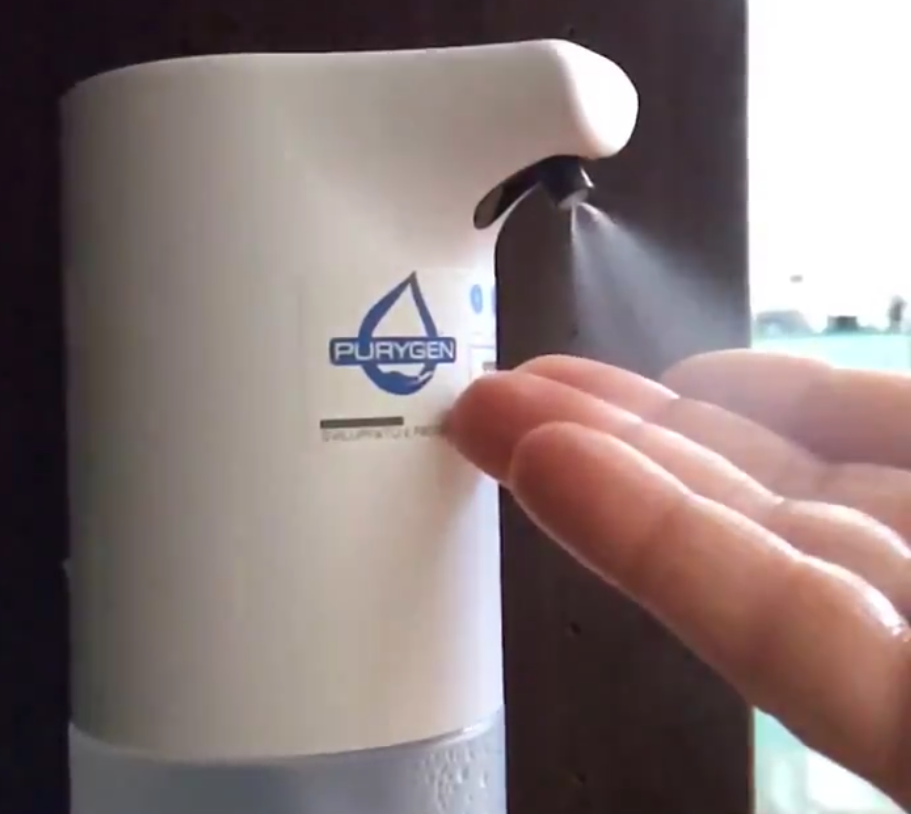
Un distributore automatico di igienizzante liquido spray.

## Efficacia
Un importante da fattore da considerare per la valutazione dell'efficacia dei disinfettanti per le mani è la concentrazione di alcol nel prodotto. È stato constatato infatti che alcuni disinfettanti per le mani disponibili in commercio (e ricette online per lozioni fai-da-te) hanno concentrazioni di alcol troppo basse e ciò li rende meno efficaci nell'uccidere i germi. Deve essere utilizzato un disinfettante per le mani che contenga almeno il 60% di alcol o che contenga un "antisettico persistente". Ciò può essere un problema nei paesi in via di sviluppo e in generale per le persone più povere, che potrebbero trovare più difficile procurarsi un disinfettante per le mani con un'efficace concentrazione di alcol. Si aggiunge inoltre il rischio di etichettatura fraudolenta, ovvero con indicate concentrazioni di alcol maggiori di quelle attuali, come è successo in Guyana.
Gli alcoli uccidono molti tipi diversi di batteri, inclusi batteri resistenti agli antibiotici e batteri della tubercolosi. Uccidono anche molti tipi di virus, tra cui il virus dell'influenza, il comune virus del raffreddore, i coronavirus e l'HIV.
Le soluzioni con alcol al 90% sono più efficaci contro i virus rispetto alla maggior parte delle altre forme di lavaggio delle mani. L'alcol isopropilico uccide il 99,99% o più di tutti i batteri non sporigeni in meno di 30 secondi, sia in laboratorio che sulla pelle umana.
L'alcol contenuto nei disinfettanti per le mani potrebbe non avere il tempo di esposizione di 10-15 secondi necessario per denaturare le proteine e lisare le cellule in quantità (0,3 ml) o concentrazioni troppo basse (inferiori al 60%). In ambienti con alti livelli di lipidi o dispersione di proteine (come la lavorazione degli alimenti), l'uso di soli prodotti alcolici per le mani potrebbe non essere sufficiente per garantire una corretta igiene delle mani.
In ogni caso, il disinfettante per mani non può essere utilizzato come sostituto del lavaggio delle mani con acqua e sapone, che è spesso indicato come il metodo da preferire nella maggior parte dei casi. In particolare, il Centers for Disease Control and Prevention (CDC) consiglia il disinfettante per le mani a base di alcol solo se non sono disponibili acqua e sapone.
Il disinfettante per le mani a base di alcol agisce infatti contro un'ampia varietà di microrganismi ma non contro le spore batteriche di Clostridioides difficile, parassiti come Cryptosporidium e alcuni virus come il norovirus, a seconda della concentrazione di alcol nel disinfettante (il 95% di alcol è risultata essere la percentuale più efficace nell'eliminare la maggior parte dei virus).
Inoltre il CDC afferma che i disinfettanti per le mani non sono efficaci nella rimozione di sostanze chimiche come i pesticidi.
Risulta preferibile il lavaggio delle mani con acqua e sapone ad esempio se le mani sono contaminate da liquidi o altri contaminanti visibili, così come dopo aver usato la toilette, o se si sviluppa disagio a causa dei residui dell'uso di disinfettanti alcolici.
I disinfettanti per le mani a base di alcol potrebbero non essere efficaci se le mani sono unte o visibilmente sporche. Negli ospedali, le mani degli operatori sanitari sono spesso contaminate da agenti patogeni, ma raramente sporche o unte. Negli ambienti comunitari, invece, grasso e sporco sono comuni per attività come la manipolazione del cibo, lo sport, il giardinaggio e l'attività all'aperto. Allo stesso modo, contaminanti come metalli pesanti e pesticidi (generalmente presenti all'aperto) non possono essere rimossi tramite i disinfettanti per le mani.
C'è inoltre il rischio che le persone rimuovano, erroneamente, il disinfettante per le mani prima che si sia asciugato, vanificandone così l'efficacia.

## Utilizzi in ambito sanitario
Nella maggior parte delle strutture sanitarie, i disinfettanti per le mani a base di alcol sono preferibili al lavaggio delle mani con acqua e sapone, perché possono essere meglio tollerati e sono più efficaci nel ridurre i batteri. Tra gli operatori sanitari, è generalmente più efficace per l'antisepsi delle mani e meglio tollerato rispetto all'acqua e al sapone. Il lavaggio delle mani deve comunque essere effettuato se è possibile vedere la contaminazione o dopo l'uso della toilette.
I gel per le mani a base di alcol sono ampiamente utilizzati in ambiente ospedaliero come alternativa ai saponi antisettici, e hanno due applicazioni: sfregamento igienico delle mani e disinfezione chirurgica delle mani. I gel per le mani a base di alcol forniscono una migliore tolleranza della pelle rispetto al sapone antisettico. I disinfettanti per le mani dimostrano inoltre di avere proprietà microbiologiche più efficaci rispetto ai saponi antisettici.
I prodotti con una dichiarazione di "riduzione del 99,99%" o di riduzione di 4 log sono inefficaci in ambiente ospedaliero, poiché la riduzione deve essere superiore al "99,99%". Pertanto, per le strutture sanitarie come ospedali e cliniche, la concentrazione ottimale di alcol per uccidere i batteri è compresa tra il 70% e il 95%. I disinfettanti con alcool contenente almeno il 70% di alcol (principalmente alcol etilico) uccidono infatti il 99,9% dei batteri sulle mani 30 secondi dopo l'applicazione e tra il 99,99% e il 99,999% in un minuto.
Per l'assistenza sanitaria, una disinfezione ottimale richiede attenzione a tutte le superfici esposte come il contorno delle unghie, tra le dita, sul dorso del pollice e intorno al polso. L'alcol per le mani deve essere strofinato accuratamente sulle mani e sulla parte inferiore dell'avambraccio per almeno 30 secondi e quindi lasciato asciugare all'aria.
L'uso di gel per le mani a base di alcool secca meno la pelle, lasciando più umidità nell'epidermide, rispetto al lavaggio delle mani con acqua e sapone antisettico/antimicrobico.
Le mani devono essere disinfettate prima di qualsiasi intervento chirurgico lavando le mani con sapone neutro e poi strofinando le mani con un disinfettante. La disinfezione chirurgica richiede una dose maggiore di disinfettante delle mani e un tempo di sfregamento più lungo di quello normalmente utilizzato. Di solito viene eseguita in due applicazioni secondo specifiche tecniche di sfregamento delle mani, EN1499 (lavaggio igienico delle mani) e EN 1500 (disinfezione igienica delle mani) per garantire che l'antisettico venga applicato ovunque sulla superficie della mano.

## Rischi

### Rischi per la salute

#### Pelle
La ricerca mostra che, sebbene i disinfettanti per le mani a base di alcol eliminino i microrganismi benefici che sono naturalmente presenti sulla pelle, ciò non rappresenta un rischio per la salute, in quanto il corpo ricostituisce rapidamente la flora benefica sulle mani, spesso spostandola dalle braccia, dove ci sono meno microrganismi dannosi.
Tuttavia, l'alcol può spogliare la pelle dello strato esterno di grasso, il che può avere effetti negativi sulla funzione di barriera della cute. Uno studio mostra anche che la disinfezione delle mani con un detergente antimicrobico provoca una maggiore rottura della barriera cutanea rispetto alle soluzioni alcoliche, suggerendo una maggiore perdita di lipidi cutanei.

#### Assorbimento
Il 30 aprile 2015, la FDA ha annunciato la richiesta di ulteriori dati scientifici basati sulla sicurezza del disinfettante per le mani. Ricerche emergenti suggeriscono che per almeno alcuni principi attivi antisettici sanitari, l'esposizione sistemica (esposizione di tutto il corpo, come mostrato dal rilevamento di ingredienti antisettici nel sangue o nelle urine) è più alta di quanto si pensasse in precedenza, e i dati esistenti sollevano potenziali preoccupazioni sugli effetti di una ripetuta esposizione umana quotidiana ad alcuni principi attivi antisettici. Ciò includerebbe prodotti antisettici per le mani contenenti alcol e triclosan.

#### Ingestione
Sussiste il rischio che i disinfettanti per le mani siano ingeriti dai bambini, soprattutto se colorati.
Negli Stati Uniti, la Food and Drug Administration (FDA) richiede un'etichettatura rigorosa che informi i consumatori sull'uso corretto di questi farmaci da banco e sui pericoli da evitare, compreso l'avvertimento agli adulti di non ingerire, di non usare sugli occhi, di tenerlo fuori dalla portata dei bambini e di consentirne l'uso ai bambini solo sotto la supervisione di un adulto. Secondo l'American Association of Poison Control Centers, ci sono stati quasi 12.000 casi di ingestione di disinfettante per le mani nel 2006. Se ingeriti, i disinfettanti per le mani a base di alcol possono causare avvelenamento da alcol nei bambini piccoli. Tuttavia, i Centri statunitensi per il controllo delle malattie consigliano di utilizzare un disinfettante per le mani con i bambini per promuovere una buona igiene, sotto supervisione, e inoltre consigliano ai genitori di mettere in valigia un disinfettante per le mani per i loro figli quando sono in viaggio, per evitare che contraggano malattie dalle mani sporche.
Sono stati segnalati casi di persone che hanno bevuto il gel nelle carceri e negli ospedali, dove il consumo di alcol non è consentito, per intossicarsi. Di conseguenza, il disinfettante per le mani è stato limitato in alcune strutture.
Le persone che soffrono di alcolismo possono tentare di consumare un disinfettante per le mani per soddisfare le loro pulsioni. Ad esempio, per un periodo di diverse settimane durante la pandemia di COVID-19, sette persone in Nuovo Messico, che erano alcolizzate, sono state gravemente lesionate dall'ingestione di disinfettante: tre sono morte, tre erano in condizioni critiche e una è rimasta permanentemente cieca.

#### Contaminazione da batteri
I disinfettanti per le mani senza alcol possono essere efficaci immediatamente sulla pelle, ma le soluzioni stesse possono essere contaminate perché l'alcol è un conservante in soluzione e senza di esso, la soluzione senza alcool stessa è suscettibile di contaminazione. Tuttavia, anche i disinfettanti per le mani contenenti alcol possono essere contaminati se il contenuto di alcol non è adeguatamente controllato o il disinfettante è gravemente contaminato da microrganismi durante la produzione. Nel giugno 2009, Clarcon Antimicrobial Hand Sanitizer senza alcol è stato ritirato dal mercato statunitense dalla FDA, che ha riscontrato che il prodotto conteneva una contaminazione grossolana di livelli estremamente elevati di vari batteri, compresi quelli che possono "causare infezioni opportunistiche della pelle e dei tessuti sottostanti e potrebbe richiedere cure mediche o chirurgiche e danni permanenti". La contaminazione grossolana di qualsiasi disinfettante per le mani da parte dei batteri durante la produzione comporta il fallimento dell'efficacia di tale disinfettante e la possibile infezione del sito di trattamento con gli organismi contaminanti.

### Infiammabilità

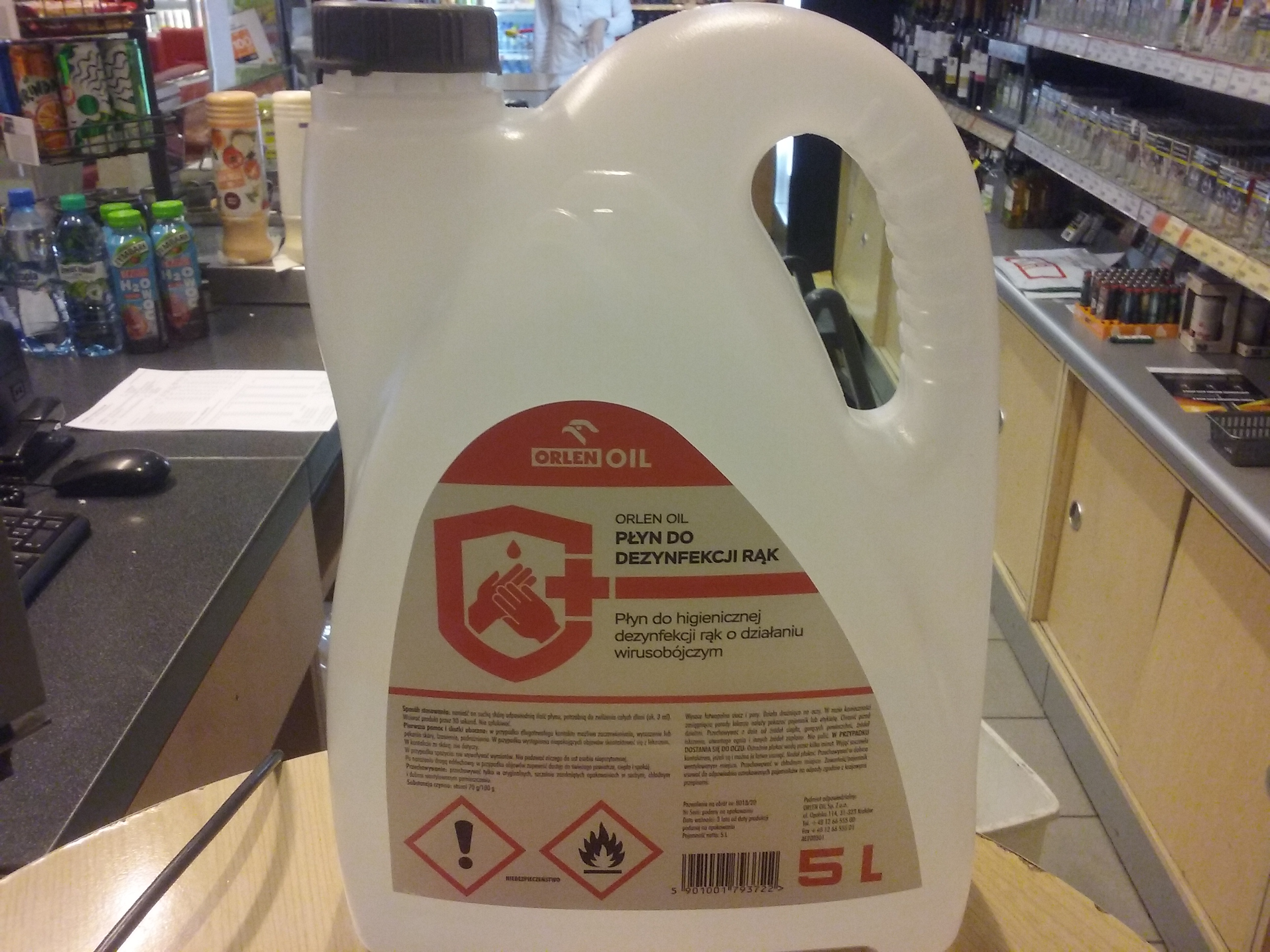
Liquido disinfettante per le mani in Polonia. Sono visibili i pittogrammi di rischio per prodotti nocivi e infiammabili secondo il sistema GHS (Globally Harmonized System)

La maggior parte dei disinfettanti per le mani è a base di etanolo (comunemente, ma impropriamente detto "alcol", anche noto come alcol etilico; formula: C2H5OH), che evapora facilmente a temperatura ambiente; questi vapori sono altamente infiammabili; di conseguenza, l'alcol può prendere fuoco facilmente. La presenza di altre sostanze nei disinfettanti per mani diminuisce comunque tale rischio.
Per ridurre al minimo il rischio di incendio, gli utenti che utilizzano lo sfregamento con soluzioni alcoliche devono strofinarsi le mani fino a quando risultano asciutte. Infiammare l'alcol durante lo sfregamento delle mani è raro, ma potrebbe avvenire in presenza di fonti di innesco, causate ad esempio dall'elettricità statica.
Più probabile invece che i disinfettanti prendano fuoco a causa di una conservazione non adeguata. In particolare le ricariche per i disinfettanti per le mani a base di alcol (così come tutti gli altri prodotti infiammabili) devono essere conservate lontano da fonti di calore o fiamme libere.

### Rischi per l'ambiente
È stato dimostrato che il triclosan, presente in alcuni disinfettanti senza alcol, si accumula nei biosolidi nell'ambiente, e sarebbe uno dei sette principali contaminanti organici nelle acque reflue secondo il National Toxicology Program. Il triclosan causa vari problemi ai sistemi biologici naturali e, se combinato con il cloro, ad esempio dall'acqua del rubinetto, produce diossine, un potenziale cancerogeno per l'uomo. Tuttavia, il 90-98% del triclosan nelle acque reflue si biodegrada mediante processi fotolitici o biologici naturali o viene rimosso a causa dell'assorbimento negli impianti di trattamento delle acque reflue. Numerosi studi dimostrano che solo tracce molto piccole sono rilevabili nelle acque reflue che raggiungono i fiumi.
Una serie di studi dimostra che la fotodegradazione del triclosano produce 2,4-diclorofenolo e 2,8-diclorodibenzo-p-diossina (2,8-DCDD). Il 2,4-diclorofenolo stesso è noto per essere biodegradabile e fotodegradabile. Per il DCDD, uno dei composti non tossici della famiglia delle diossine, è stato riportato un tasso di conversione dell'1% e le emivite stimate suggeriscono che è anche fotolabile. La cinetica di formazione-decadimento della DCDD è stata studiata anche da Sanchez-Prado et al. (2006) che affermano che "la trasformazione del triclosan in diossine tossiche non è mai stata dimostrata ed è altamente improbabile".

## Produzione

### Pandemia di COVID-19

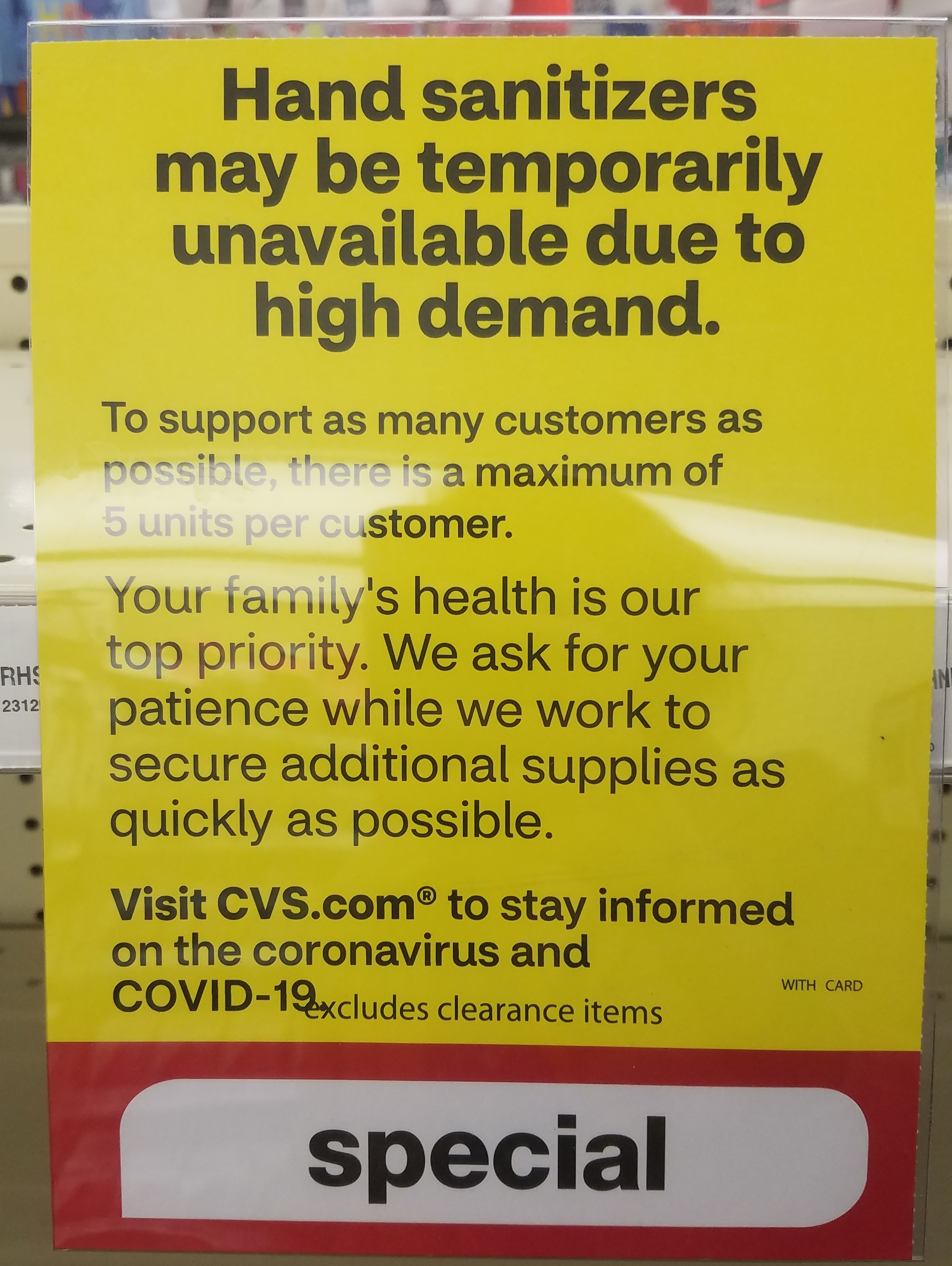
Un avviso sulla carenza di disinfettante per le mani presso una farmacia CVS il 17 marzo 2020

Nel 2010 l'Organizzazione Mondiale della Sanità ha prodotto una guida per la produzione di disinfettante per le mani, che ha ricevuto un rinnovato interesse nel 2020 a causa della carenza di disinfettante per le mani a seguito della pandemia di COVID-19. Decine di produttori di liquori e profumi hanno cambiato i loro impianti di produzione dal normale prodotto al disinfettante per le mani. Per tenere il passo con la domanda, le distillerie locali hanno iniziato a utilizzare il loro alcol per produrre disinfettanti per le mani. Le distillerie che producevano disinfettanti per le mani esistevano originariamente in una zona grigia legale negli Stati Uniti, fino a quando l'Alcol and Tobacco Tax and Trade Bureau dichiarò che le distillerie potevano produrre il loro disinfettante senza autorizzazione.

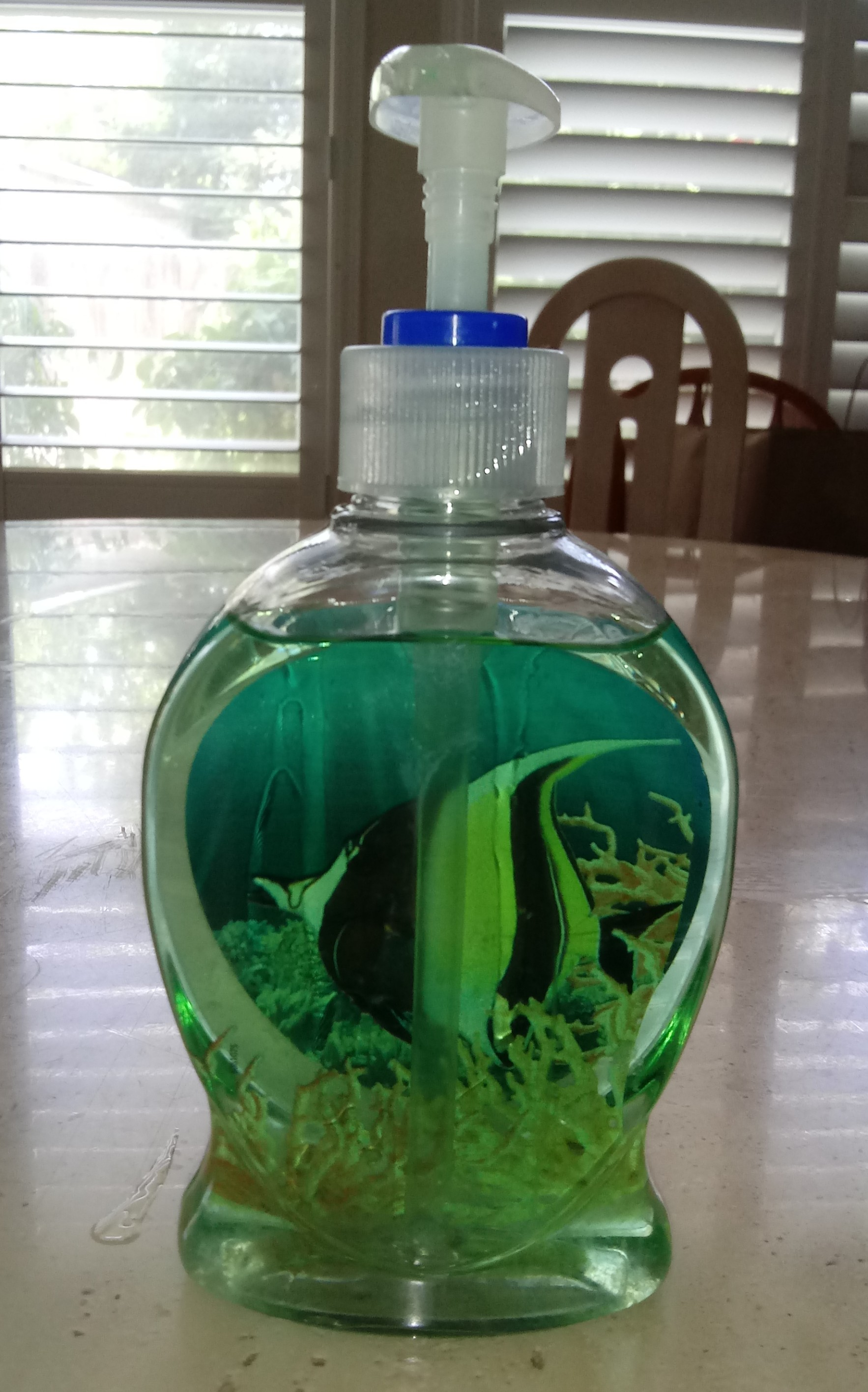
Una bottiglia di disinfettante per le mani fatto in casa, preparato durante la prima fase della pandemia COVID-19 in California

All'inizio della pandemia, a causa della carenza di disinfettanti per le mani dovuta all'acquisto "da panico", le persone sono ricorse all'uso di concentrazioni dal 60% al 99% di alcol isopropilico o etilico per la sanificazione delle mani, tipicamente mescolandole con glicerolo o creme idratanti lenitive o liquidi contenenti aloe vera per contrastare le irritazioni con la possibilità di aggiungere gocce di succo di limone o lime o oli essenziali per i profumi, e quindi fare disinfettanti per le mani fai da te. Tuttavia, ci sono rischi nella loro preparazione, ad esempio una misurazione errata o un ingrediente errato possono risultare in una quantità di alcol insufficiente per uccidere il coronavirus, rendendo così la miscela inefficace o addirittura velenosa.
Inoltre, alcuni prodotti commerciali sono pericolosi, a causa di scarsa supervisione e controllo dei processi o per motivi fraudolenti. Nel giugno 2020, la FDA ha emesso un avviso contro l'uso di prodotti disinfettanti per le mani fabbricati da Eskbiochem SA de CV in Messico a causa di livelli eccessivi di metanolo, fino all'81% in un prodotto. Il metanolo può essere assorbito attraverso la pelle, è tossico in quantità modeste e in caso di esposizione sostanziale può provocare "nausea, vomito, mal di testa, visione offuscata, cecità permanente, convulsioni, coma, danni permanenti al sistema nervoso o morte". Prodotti sospettati di produzione da Eskbiochem SA con eccessivo metanolo sono stati segnalati fino alla British Columbia, in Canada.